# Fül

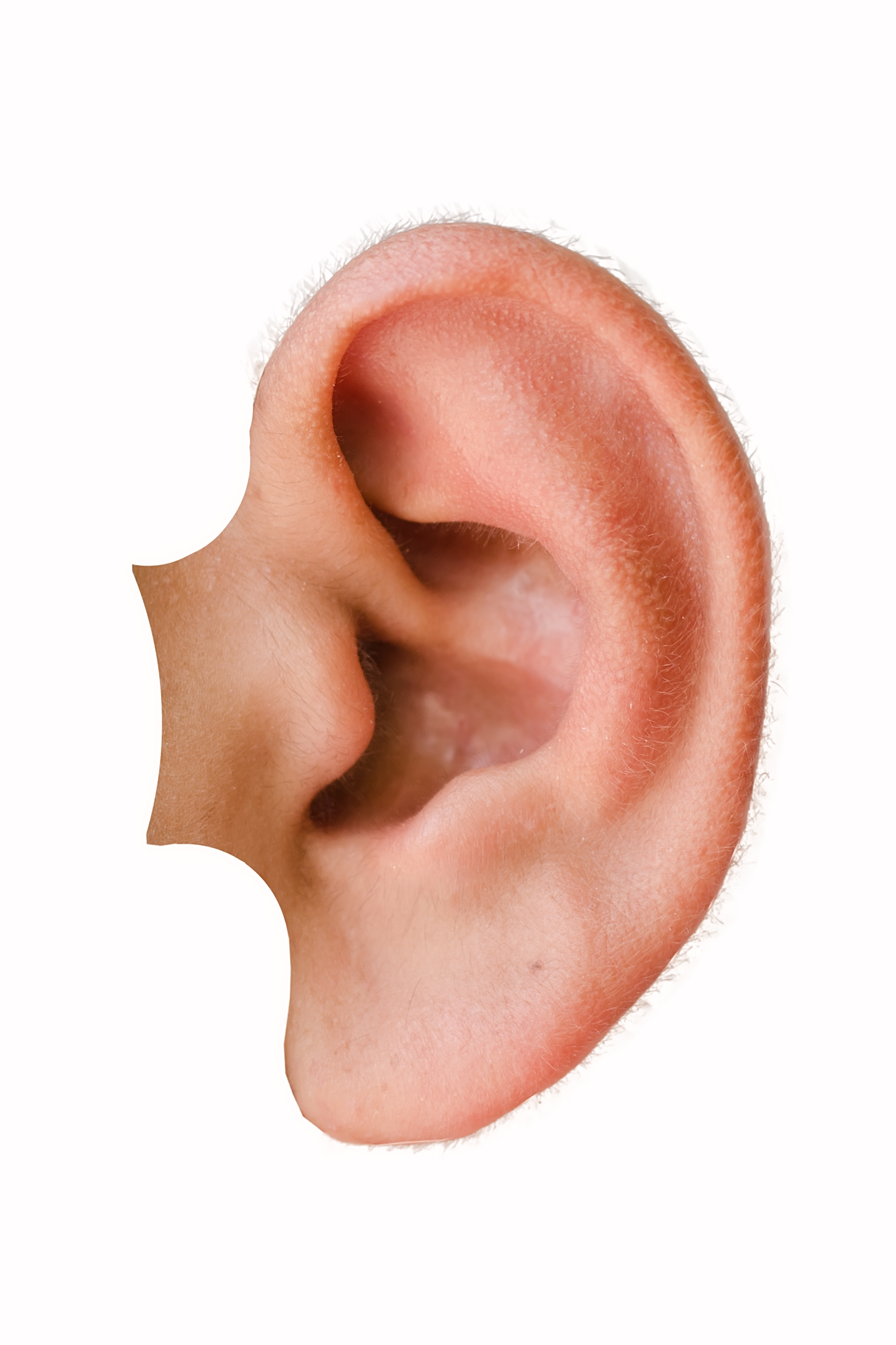
Emberi fül

A fül (auris) az ember és az emlősök páros halló és egyensúlyi érzékszerve. Részei: a külső fül, a középfül és a belső fül, ami a halláson kívül az egyensúly-érzékelést is szolgálja.

## Az emberi fül

### Külső fül (auris externa)
A külső fülhöz, tartozik a csontos és porcos külső hallójárat (meatus acusticus externus; pars cartilaginea et pars ossea seu annulus tympanicus) valamint az elasztikus porcból álló, bőrrel fedett fülkagyló (auricula). A fülkagyló ventralis részét feszes bőr fedi, amely az alatta elhelyezkedő perichondriummal úgynevezett (cutan-perichondriumot) képez. A fülkagyló dorsalis felszínének bőre lazán kapcsolódik a perichondriumhoz, vaskosabb irha és subcutis réteggel bír. A fülkagyló főbb részei a következők: fülcimpa (lobulus auriculae), helix, antihelix, tragus, antitragus, incisura intertragica, cura antihelicis, fossa triangularis, scapha, cymba conchae, cavum conchae és a crus helicis. A fülkagyló tölcsérszerűen övezi a külső hallójárat bemenetét. A külső hallójárat egy antero-posterior irányban lapított, kezdetben lentről felfelé, majd fentről lefelé és előrefelé haladó cső, melynek hossza gyermekkorban 1,5-2,0 cm, felnőttkorban 2,8-3,8 cm. Külső kétharmada porcos vázzal bír, amely teljesen nem öleli körül. Ezen a részen találhatóak a fülzsírt (cerumen) termelő, módosult faggyúmirigyek.
A hallójárat bemenetben szőrtüszők is találhatók; ezek szőrei a tragi. A hallójárat belső harmadát úgynevezett cutan-periosteum borítja, ahol a bőr feszesen tapad az alatta lévő annulus tympanicus periosteumához. A külső hallójárat fundusában található a dobhártya (membrana tympani), mely a középfület határolja el a külső hallójárattól. A dobhártya a dobkereten, az úgynevezett annulus fibrocartilagineuson feszül ki. A dobhártya craniocaudalis és antero-posterior irányban egyaránt dől. Ezt nevezzük inclinatiónak illetve declinationak. Ventralisan a külső hallójárat dobhártya előtti szakasza az úgynevezett recessus praetympanicus. A dobhártyán kívülről látható a kalapács nyele (manubrium mallei), amelynek caudális vége az umbo (köldök), cranialisan a processus lateralis mallei emeli ki a dobhártyát. A dobhártya két fő részből áll: pars tensa és pars flaccida (Shrapnell-hártya), ezeket egymástól a plica mallearis anterior és posterior választja el. A dobhártya szövettanilag 3 rétegből áll: külső elszarusodó többrétegű laphám, középső kötőszövetes réteg és a belső egyrétegű köbhám. A Shrapnell membrán területén a belső kötőszövetes réteg hiányzik. A dobhártya 0,8-1 négyzetcentiméter területű lemez, melyet a manubrium mallein átvetett és az arra merőleges tengely segítségével négy quadránsra oszthatunk: elülső-alsó, elülső-felső, hátsó-alsó és hátsó-felső quadránsokra. Az elülső-alsó quadránson látható az úgynevezett fénykúp reflex, mögötte a dobüregben a promontorium helyezkedik el. Ez a terület a paracentesis szokásos helye. Az elülső-felső quadráns mögött található az Eustach-kürt dobüregi szájadéka. A hátsó-alsó quadráns mögött találjuk a kerek ablakot (fenestra rotunda). A hátsó-felső quadráns mögött helyezkedik el az incudostapedialis ízület és a chorda tympani.
Beidegzés: Fülkagyló: Nervus auricularis magnus (CII-IV, plexus cervicalis), Nervus auriculotemporalis (N. [V] trigeminus.). Nervus occipitalis major et minor. Hallójárat: Nervus trigeminus, Nervus facialis (VII) ramus communicans cum nervo glossopharyngeo et ramus auricularis. Dobhártya: Nervus facialis (VII) ramus auricularis, Nervus trigeminus (V) és plexus tympanicus (a Nervus glossopharyngeus [IX] ága).
Vérellátás: Arteria temporalis superficialis et profunda, Arteria occipitalis, arteria labyrinthi, arteria carotis interna perforáló ágai. Vénás elvezetését a vena occipitalis, a vena jugularis externa, a vena temporalis, a vena retromandibularis és a preavertebralis vénás plexus képzi.
Nyirokelvezetés: Regio lymphatica occipitalis (dorsalis rész), regio lymphatica praeauricularis (ventralis rész) és regio lymphatica carotica (caudalis rész). A másodlagos nyirokcsomók a parajugularis nyirokcsomóknak felelnek meg, amelyek a musculus sternocleidomastoideus alatt és előtt helyezkednek el, részben a vagina caroticában.

### Középfül (auris media)
A középfülhöz tartozik a dobüreg és annak melléküregei, a hallócsontok: kalapács (malleus), üllő (incus), kengyel (stapes) és a fülkürt (tuba auditiva Eustachii). A külső és a középső fület a dobhártya választja el egymástól, ehhez van hozzánőve a kalapács nyele, melyhez az üllő, ehhez pedig a kengyel kapcsolódik; ezek a csontok közvetítik a dobhártya hanghullámok okozta rezgéseit a belsőfülhöz. A fülkürt (tuba auditiva) összeköti a dobüreget az orrgaratüreggel, és a fülkürtön át nyeléskor levegő juthat a dobüregbe.

### Belső fül (auris interna)
A belső fül a csontos tokból (csontos labirintus, labyrinthus osseus, oticus capsula) és az abban helyet foglaló hártyás labirintusból (labyrinthus membranaceus) áll. A labirintus részei: a tér három síkjában fekvő félkörös ívjáratok (ductus semicircularis, canales semicirculares anterior, lateralis et posterior), amelyekben az egyensúlyozási idegi végkészülékei foglalnak helyet. A tornác (vestibulum) és a csiga (cochlea) képzi a csontos labirintus legnagyobb térfogatú terét. Ez utóbbiban a hallás idegvégkészüléke: a Corti-féle szerv található. A belső fülből indul ki a VIII agyideg (nervus statoacusticus), mely a hallás és egyensúlyozás ingereit továbbítja az agy megfelelő részeihez. Páros szerv

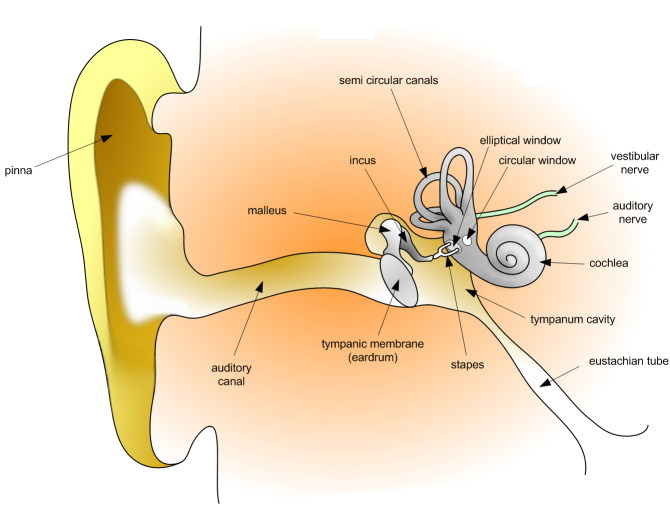
Az emberi fül anatómiája

## A fül és a hallás
Az egészséges emberi fül négyszázezer hangot képes megkülönböztetni. A legtöbb ember számára a jó hallás fontossága csak akkor tudatosodik, ha hallóképessége már lényegesen megromlott. A hallás a legközvetlenebb összeköttetés a külvilággal; ez az ember és környezete közti legfőbb kapocs. Ha nem kielégítő a hallásunk, sajnos a környezettel csak korlátozott kommunikációra vagyunk képesek.
Ahhoz, hogy hangot halljunk, három dologra van szükségünk:
A fület elérő összes akusztikai jel a levegő mozgását jelenti, mivel a hanghullámokat a levegő továbbítja. A fülkagyló felépítése olyan, hogy a hanghullámokat optimálisan fogja fel és továbbítja a hallójáraton keresztül a középfülbe. A hanghullámok a dobhártyának (membrana tympani) ütköznek, amely ettől rezegni kezd, s rezgéseit a hallócsontocskák: az üllő, a kalapács és a kengyel adják tovább a csigának, latin nevén a cochleának. A csigában találhatóak a rendkívül érzékeny szőrsejtek, ezek alakítják át a rezgő levegőrészecskék mechanikai energiáját elektromos energiává, mely idegi impulzus formájában a hallóidegen keresztül az agy hallóközpontjába jut.
Ha a hangvezetés fülkagylótól az agyig terjedő útjában valamely akadály lép fel, korlátozottá válik a hallóképességünk.
Amennyiben a szőrsejtek egyáltalán nem rezegnek, a részecskék hiába jutnak el csigába, onnan nem továbbítódnak az agyba. A szőrsejtek nem rezgése lehet az egyik oka a siketség kialakulásának. A fülcsengés (tinnitus aurium) a Corti-szerv szőrsejtjeinek károsodása, melyet erős hanghatások igen gyakran okozhatnak. Hatása: állandó csengő, vagy fütyülő hang a fülben, amelyet nem igazi hanghullámok keltenek.